# 35 Leukothea
35 Leukothea eller 1948 DC är en asteroid upptäckt 19 april 1855 av den tyske astronomen Robert Luther i Düsseldorf. Asteroiden har fått sitt namn efter Leukothea, en havsgudinna inom grekisk mytologi.